# Лапландия (станция)
Лапландия — железнодорожная станция (тип населённого пункта) в Мурманской области. Входит в муниципальный округ город Оленегорск. Население — 70 жителей (2010).
В 1930-х годах недалеко от станции Лапландия был построен торфо-коксовый завод. На протяжении нескольких десятилетий вблизи посёлка велась добыча торфа.

## Население
| 2002 | 2010 |
| ---- | ---- |
| 160  | ↘70  |

Численность населения, проживающего на территории населённого пункта, по данным Всероссийской переписи населения 2010 года составляет 70 человек, из них 33 мужчины (47,1 %) и 37 женщин (52,9 %). В 2005 году в Лапландии проживало 143 человека. В 2020 году посёлок был полностью расселён.